# قرغان (شهرستان لیلک)
قرغان (به لاتین: Korgon) یک منطقهٔ مسکونی در قرقیزستان است که در شهرستان لیلک واقع شده‌است. قرغان ۱٬۷۷۸ نفر جمعیت دارد و ۱٬۱۰۰ متر بالاتر از سطح دریا واقع شده‌است.